# Sympycnus cleistogamus
Sympycnus cleistogamus är en tvåvingeart som beskrevs av Octave Parent 1935. Sympycnus cleistogamus ingår i släktet Sympycnus och familjen styltflugor. Inga underarter finns listade i Catalogue of Life.